# Îlet Chasse
L'Îlet Chasse (ex îlet Filassier ou Fillassier) est un îlet privé de Guadeloupe, département français situé dans les Petites Antilles, appartenant administrativement à la commune de Pointe-à-Pitre.

## Géographie

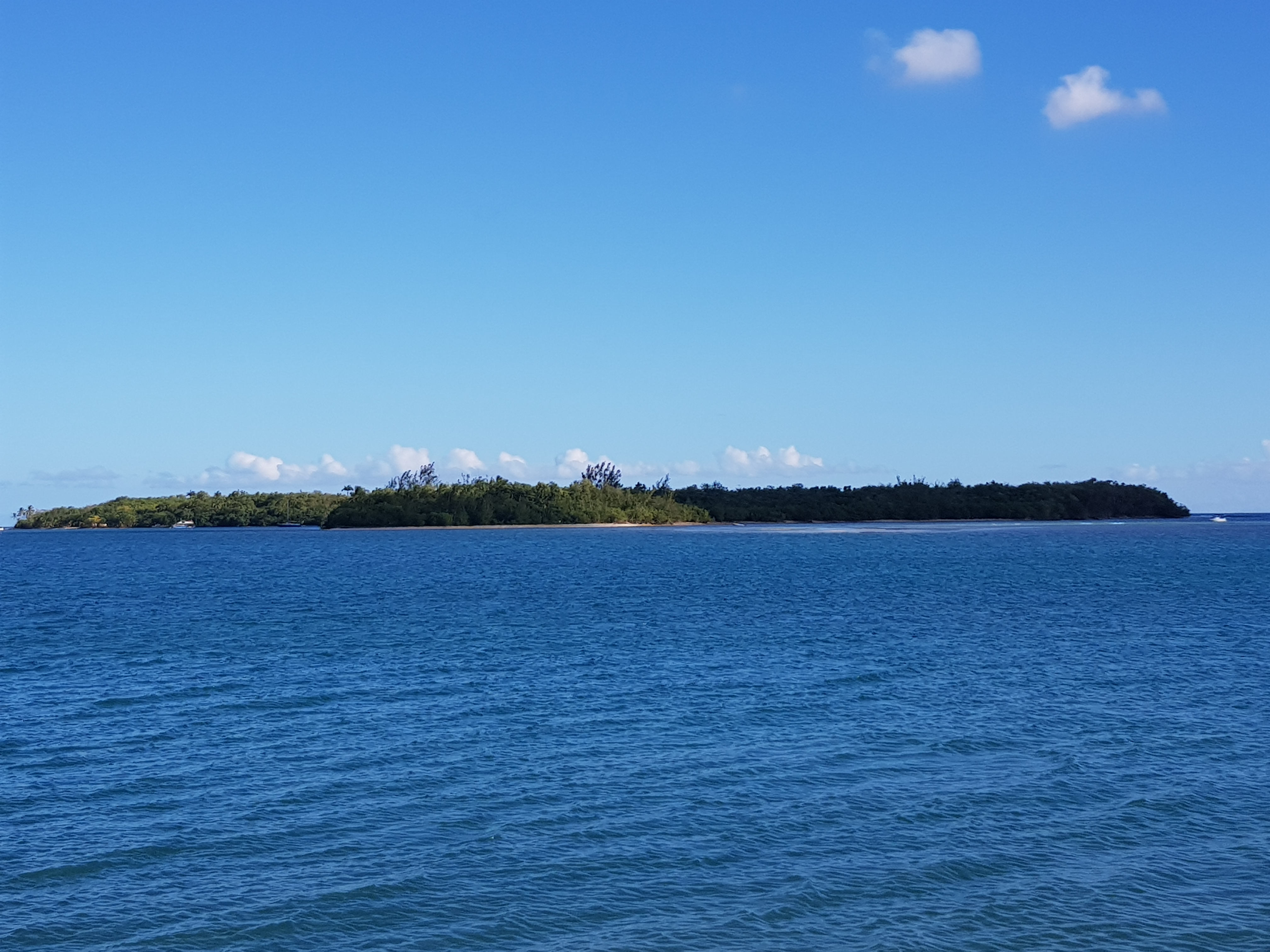
îlet Chasse

Situé dans le petit Cul-de-sac marin, et distant de 500 m du rivage (de la commune de Baie-Mahault), l'îlet Chasse se trouve à 200 m à l'ouest de l'Îlet Boissard. Il mesure 185 m sur 70 m.

## Histoire
Il tient son nom de Lazare Chasse (note : en 1803, il est vendu sous le nom d’îlet Filassier ou Fillassier, par Catherine Latapie, veuve d’Étienne Samson, à Franck Mayer, un négociant de Pointe-à-Pitre) qui l'acheta en 1804 pour y exploiter la chaux et comme base de pêche. Le fils de Lazare ne s'en servait plus que comme lieu de villégiature, à la fin du XIXe siècle,.
Il reste de nos jours deux maisons sur l'îlet ; il a d'ailleurs toujours été habité de manière permanente.